# Orso grolare
L'orso grolare (chiamato anche grolare, prizzly o pizzly) è un raro ibrido  tra orso polare e grizzly che è stato riscontrato sia in cattività sia in natura. Della presenza della forma ibrida allo stato naturale si è avuta conferma nel 2006, grazie all'analisi del DNA di un esemplare dall'aspetto inconsueto che era stato ucciso nell'Artico canadese. In precedenza, esemplari ibridi erano stati creati in cattività e tenuti in custodia negli zoo. L'orso di MacFarlane, a lungo considerato un criptide, potrebbe essere stato, in realtà, un esemplare di ibrido grizzly-orso polare.
Un certo numero di ibridi di orso polare sono stati descritti come ursidi ibridi, un termine che designa ogni ibrido tra due specie della famiglia Ursidae. Ibridi di orso polare e orsi grizzly sono stati descritti e uccisi, ma non sono disponibili analisi del DNA per verificare quali fossero i loro antenati.

## Presenza in natura
Con un caso confermato ed altri avvistamenti sospetti, gli zoologi hanno teorizzato come possano nascere ibridi selvatici. Sebbene le due specie siano geneticamente simili, occupano habitat diversi. I grizzly tendono a vivere e riprodursi sulla terraferma, mentre gli orsi polari preferiscono l'acqua ed i ghiacci e si riproducono solitamente su questi ultimi. Alcune teorie sostengono che il riscaldamento globale abbia spinto gli orsi polari sulle isole a sud e si crede che questo abbia incrementato la frequenza di ibridi. Come sembra attestare l'enorme orso di MacFarlane, un misterioso animale noto solamente per un esemplare acquistato nel 1864, ibridi orso grizzly-orso polare potrebbero essere comparsi più volte nella storia. Il primo incrocio certificato fu probabilmente l'orso scoperto nel 2006, il cui padre era un orso grizzly e la madre un'orsa polare. Gli ibridi sono più grossi degli esemplari comuni e crescono per tutta la vita senza mai fermarsi.

### Scoperta del 2006
Il mistero si riaprì il 16 aprile 2006, quando Jim Martell, un cacciatore statunitense, trovò e uccise un ibrido grizzly-orso polare nei pressi di Sachs Harbour, sull'isola di Banks, nei Territori del Nordovest, in Canada. Martell si trovava a caccia di orsi polari con una licenza ufficiale e una guida, al costo di 25000 $, e uccise l'animale credendo che fosse un normale orso polare. Alcuni funzionari si interessarono però a questa creatura dopo aver notato che pur avendo la folta pelliccia bianco crema tipica degli orsi polari, era munita di lunghi artigli, di una gobba sul dorso, di una faccia corta e di macchie brune attorno agli occhi, sul naso, sul dorso e su un piede, tutte quante caratteristiche degli orsi grizzly. Se l'orso fosse stato identificato come un grizzly, il cacciatore avrebbe dovuto pagare una multa di 1000 dollari canadesi e trascorrere fino ad un anno in carcere.
Un test del DNA condotto dal Wildlife Genetics International in Columbia Britannica confermò che si trattava di un ibrido, la cui madre era un orso polare e il padre un grizzly. Era il primo caso documentato in natura, sebbene fosse noto che questo ibrido sarebbe stato possibile e che altri ursidi ibridi fossero stati prodotti in passato negli zoo. Dopo qualche controversia, Martell è ritornato in possesso dei resti dell'animale.

## Nomenclatura
Dalla scoperta del 2006, quando questo ibrido si ritrovò sotto le luci dei riflettori, i media si sono riferiti a questo animale con vari nomi portmanteau, come pizzly, grolar bear e polizzly; nonostante tutto non ci fu un consenso generale per nessuno di questi termini. Gli ufficiali canadesi hanno suggerito di chiamarlo «Nanulak», dalle parole inuit indicanti l'orso polare (Nanuk) e l'orso grizzly (Aklak). Dopo una convenzione è stato dichiarato che questo ibrido si può chiamare in due modi: il piccolo di un maschio di orso polare e di una femmina di grizzly dovrà essere chiamato «orso pizzly», mentre quello di un maschio di grizzly e di una femmina di orso polare «orso grolare». Se dai resti dell'esemplare del 1864 di MacFarlane – che è stato validamente descritto in base alle regole ICZN – si potesse confermare, tramite le analisi del DNA antico, che fosse un ibrido, per questi animali sarebbe disponibile il nome scientifico Ursus inopinatus.

## Galleria d'immagini

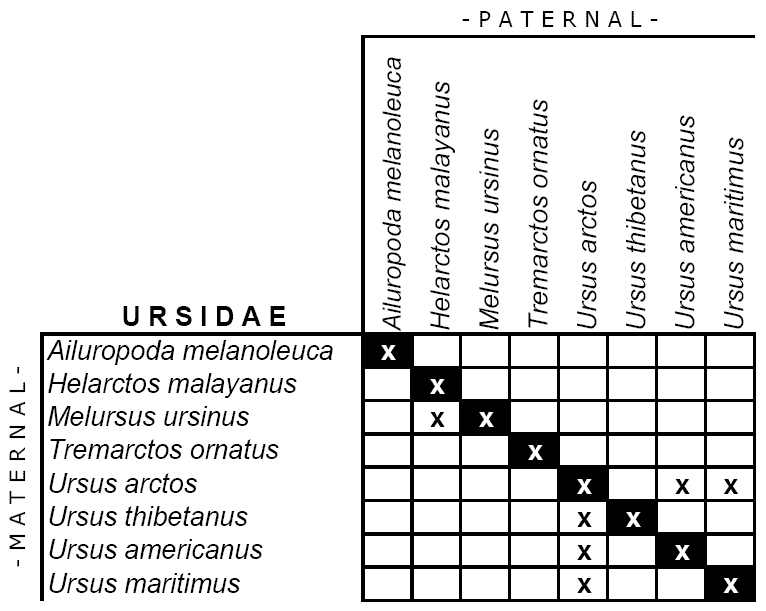
Possibili ibridizzazioni tra specie diverse di orsi.